# Assiminea cardonae
Assiminea cardonae е вид коремоного от семейство Assimineidae.

## Разпространение
Видът е разпространен в Испания (Балеарски острови).